# Знаменское (Черняховский район)
Знаменское (до 1938 — нем. Triaken, до 1945 — нем. Schwerfelde) — несуществующий посёлок в Черняховском районе Калининградской области России. Со старопрусского языка название посёлка можно перевести как три пруда.

## История
В 1933 году в деревне проживало 261 человек, в 1939 году — 281. В первой половине 1980-х годов деревни уже не существовало.